# Superminimo
Il superminimo nel diritto del lavoro italiano, è una voce della retribuzione concordata direttamente tra datore di lavoro e dipendente in sede di assunzione o come integrazione successiva al contratto di lavoro.
Può essere individuale o collettivo: ad esempio, le organizzazioni sindacali e datoriali di una provincia possono concordare che tutti i neoassunti in un certo territorio abbiano diritto a un superminimo (differenziato per livello di inquadramento) che si aggiunge e somma ai minimi tabellari previsti dal Contratto collettivo nazionale di lavoro (CCNL) applicato in azienda. In genere, i superminimi collettivi stabiliti a livello territoriale (es. gabbia salariale) non sono assorbibili. Il superminimo determinato col contratto collettivo integrativo aziendale (contrattazione di secondo livello) può cumularsi con quello individuale e con quello stabilito dal CCNL nazionale di riferimento (contrattazione di primo livello).
È imponibile ai fini contributivi e fiscali, fa parte della retribuzione di calcolo del trattamento di fine rapporto e dev'essere calcolato su tutte le mensilità aggiuntive.
È assorbibile dagli aumenti, salvo diversa indicazione nel contratto e nei seguenti casi:
1. variazione per scatti di anzianità;
2. variazione di superminimi congelati o dichiaratamente inassorbibili.

L'assorbibilità del superminimo significa che, in caso di scadenza e rinnovo del CCNL fra datori e sindacati, gli aumenti contrattuali del proprio livello di inquadramento non vengono erogati a chi ha già un superminimo (individuale o collettivo), per un importo minore o uguale al superminimo stesso; la parte dell'aumento contrattuale che eccede il superminimo viene naturalmente erogata. 
Indipendentemente dalla indicazione della sua assorbibilità, la legge italiana non tutela il mantenimento del superminimo in tutte le forme in cui l'azienda e i relativi contratti con i dipendenti cambino titolarità. In caso di fusione o di esternalizzazione di ramo d'azienda, il lavoratore che si trova a dipendere dall'acquirente perde il superminimo in retribuzione e può eventualmente contrattarne uno differente con il nuovo datore di lavoro.